# Gonocarpus eremophilus
Gonocarpus eremophilus är en slingeväxtart som beskrevs av Anthony Edward Orchard. Gonocarpus eremophilus ingår i släktet Gonocarpus och familjen slingeväxter. Inga underarter finns listade i Catalogue of Life.